# Крива река (притока Пчиње)
Крива река је највећа притока реке Пчиње у Северној Македонији и најзначајнија река у североисточном делу земље, дуга 75 km, са сливом површине 1.002 km².

## Географске карактеристике
Крива река извире на североисточним падинама Осоговских планина, испод Царевог врха (2.085 m), на надморској висини од 1.932 m. Улива се у реку Пчињу код села Клечковце, на надморској висини од 294 m. Од извора до прве притоке, Киселичке реке (око 18 km од извора), река тече на северозапад, а затим нагло скреће на југозапад.

## Речна долина
Долина реке је композитна. Смењују се клисуре (Жидиловска-Паланачка, Псачка, Маркова и Вакуфска) са ерозивним проширењима (Уземско, Трновечко и Средоречко) и котлинама (Славишка и Кумановска). До села Опила, корито реке је усечено у кристаличне стене, а низводно од села Бељаковце углавном пролази кроз терцијарне вулканске стене. Од села Бељаковце до улива у Пчињу тече кроз еоценске седименте (пешчанике, плочасте стене).